# Evens Joseph
Evens Joseph, né le 16 juillet 1999 à Neuilly-sur-Marne en France, est un footballeur français  qui évolue au poste d'attaquant au FC Sète.

## Carrière

### Débuts et formation
D'origine martiniquaise par ses parents, Evens Joseph nait dans un quartier difficile, mais commence très tôt à toucher ses premiers ballons. À l'âge de 6 ans, il signe une licence dans le club de sa ville natale, Neuilly-sur-Marne. Il y effectue toute sa formation jusqu'à ses 13 ans.
À la suite de cela, il est repéré par Laurent Glaize, à cette période recruteur au Stade Malherbe Caen qui lui fait intégrer le centre de formation du club. Il poursuit tout son cursus dans le club jusqu'à l'équipe réserve.

### Débuts professionnels au SM Caen
Après s'être régulièrement entraîné avec les joueurs du groupe professionnel, Fabien Mercadal le convoque dans un groupe pour un match face à l'AS Monaco le 23 novembre 2018. Il effectue son entrée à la 57e minute. À la suite de cette entrée en jeu, les dirigeants lui font signer un contrat professionnel de trois saisons. Le 18 décembre 2018, il est décisif pour la première fois en provoquant le pénalty de la victoire en fin de rencontre face au Toulouse FC. Du fait de la mauvaise position au classement du Stade Malherbe, Fabien Mercadal fait jouer des joueurs plus expérimentés qu'Evens qui se contente de quelques bouts de matchs. Il joue 12 matchs en Ligue 1 dont deux fois comme titulaire mais le club est finalement relégué en Ligue 2
Au début de la saison 2019-2020, Rui Almeida est nommé coach du SM Caen. Evens obtient du temps de jeu en début de saison mais à cause des mauvais résultats, le coach est renvoyé fin septembre, 2 mois après son arrivée. Evens n'entre alors plus dans les plans du nouvel entraineur Pascal Dupraz qui ne le convoque pas une seule fois pour jouer en Ligue 2.

### US Boulogne
Le 31 janvier 2020, en manque de temps de jeu; il est prêté à l’US Boulogne, évoluant en National. La saison est arrêtée à cause de la pandémie de Covid-19 seulement un mois après son arrivée.
Il est de nouveau prêté à l'US Boulogne pour la saison 2020-2021. Une option d'achat est incluse dans son contrat. Il inscrit 4 buts au cours de la saison.

### Retour de prêt et départ au FC Sète
Son option d'achat n'est pas levée pas l'US Boulogne. Il revient au SM Caen pour la saison 2021-2022.
Il est transféré au FC Sète lors du mercato d'hiver .

### LOSC
Début 2023, après avoir passé six mois sans contrat, il signe pour l'équipe reserve du LOSC qui évolue en National 3.

## Statistiques
| Saison                | Club                  | Championnat           | Championnat | Championnat | Championnat | Coupe nationale | Coupe nationale | Coupe nationale | Coupe de la Ligue | Coupe de la Ligue | Coupe de la Ligue | Total | Total | Total |
| Saison                | Club                  | Division              | M.          | B.          | P.d.        | M.              | B.              | P.d.            | M.                | B.                | P.d.              | M.    | B.    | P.d.  |
| 2018-2019             | SM Caen               | Ligue 1               | 12          | 0           | 0           | 3               | 0               | 0               | 0                 | 0                 | 0                 | 15    | 0     | 0     |
| 2019-2020             | SM Caen               | Ligue 2               | 5           | 0           | 0           | 0               | 0               | 0               | 1                 | 0                 | 0                 | 6     | 0     | 0     |
| 2019-2020             | US Boulogne (prêt)    | National              | 5           | 0           | 1           | 0               | 0               | 0               | -                 | -                 | -                 | 5     | 0     | 1     |
| 2020-2021             | US Boulogne (prêt)    | National              | 22          | 4           | 0           | 3               | 0               | 0               | -                 | -                 | -                 | 25    | 4     | 0     |
| 2021-2022             | SM Caen               | Ligue 2               | 3           | 0           | 0           | 1               | 0               | 0               | -                 | -                 | -                 | 4     | 0     | 0     |
| Sous-total            | Sous-total            | Sous-total            | 47          | 4           | 1           | 7               | 0               | 0               | 1                 | 0                 | 0                 | 55    | 4     | 1     |
| 2021-2022             | FC Sète               | National              | 13          | 0           | 0           | 0               | 0               | 0               | -                 | -                 | -                 | 13    | 0     | 0     |
| 2023                  | LOSC B                | National 3            | 9           | 1           | 0           | 0               | 0               | 0               | -                 | -                 | -                 | 9     | 1     | 0     |
| Sous-total            | Sous-total            | Sous-total            | 22          | 1           | 0           | 0               | 0               | 0               | -                 | -                 | -                 | 22    | 1     | 0     |
| Total sur la carrière | Total sur la carrière | Total sur la carrière | 69          | 5           | 1           | 7               | 0               | 0               | 0                 | 0                 | 0                 | 76    | 5     | 1     |